# Casa de Salm
La família de Salm procedeix de l'antiga noblesa lotaríngia i després dels comtes de Luxemburg antigament possessionats de l'actual país de les Ardenes belgues. És sobretot coneguda pel destí que va conèixer la branca que es va implantar en els Vosges que va saber constituir al fil del temps el territori d'un principat del qual la capital va ser Badonviller després Senones.
Els seus representants es van il·lustrar sobretot en tant que comtes de Trèveris, d'Ardenes, palatins de Lorena, després de Salm, comtes a Germània, procuradors de l'abadia Sant Pere de Senones, comtes de Salm-Vosges, governadors de Nancy, mariscals de Lorena i del Barrois, prínceps del Sacre Imperi Romanogermànic, i prínceps sobirans de Salm-salm.
Vegeu: Comtat de Salm

## Les branques de Salm
```
Luxemburg
 (
Frederic de Luxemburg
)
│
├─> 
Salm
, després (1047) 
Luxemburg
 (
Giselbert
)
│ │
│ ├─> (1059)
│ │ 
Luxemburg
 (
Conrad I de Luxemburg
)
│ │
│ └─> (1047)
│ 
Casa de Salm
:
│ 
Hermann I
 comte de Salm († 1088), 1047-1088
│ │
│ ├──────────────────────────────────────────┐
│ │ │
│ Hermann II (1111-1135?) Otó († 1150), comte de Rheineck, de Bentheim,
│ │ comte palatí del Rin, 
sense successió masculina

│ Enric I (1135-1170), 1133-1170
│ │
│ 
abans de 1200, partició de les possessions de les Ardenes i els Vosges entre Enric II i la sevba germana Elisa

│ 
cadascuna de les dues branques porta el títol de 
comte de Salm

│ │
│ ├─> 
comté de Salm a les Ardenes
:
│ │ Elisa o 
Elisabeth
, 
comtessa de Salm

│ │ x Frederic, 
comte de Vianden

│ │ │
│ │ └─> (abans de 1200)
│ │ 
Salm-Vianden
, extinta el 1416
│ │ │
│ │ └─> (1416 per testament i transmissió familiar en grau llunyà)
│ │ 
Salm-Reifferscheid
 (Joan V, comte de 
Reifferscheid
 o 
Reifferscheidt
.
│ │ │
│ │ ├─> (1639)
│ │ │ 
Salm-Reifferscheid

│ │ │ │
│ │ │ ├─> (1734)
│ │ │ │ 
Salm-Reifferscheid-Bedbourg
, esdevingué (1803) 
Salm-Reifferscheid-Krantheim
, 
│ │ │ │ prínceps de l'Imperi (1804)
│ │ │ │
│ │ │ ├─> (1734)
│ │ │ │ 
Salm-Reifferscheid-Hainsbach
,
│ │ │ │
│ │ │ └─> (1734)
│ │ │ 
Salm-Reifferscheid-Raitz

│ │ │ (conserva el 
comtat de Salm a les Ardenes
), prínceps de l'Imperi (1796)
│ │ │
│ │ └─> (1639)
│ │ 
Salm-Reifferscheid-Dyk
, prínceps de l'Imperi (1816)
│ │
│ └─> 
comté de 
Salm als Vosges
:
│ Enric II († vers 1200), 
comte de Salm
 vers 1170-1200?
│ │
│ ├──────────────────────────────────────────┐
│ │ │
│ Enric III († 1246), vers 1200-1246 Frederic Enric († abans 1246), senyor de 
Blâmont
,
│ │ 
sense posterioritat

│ │
│ ├──────────────────────────────────────────┐
│ │ │
│ (Enric de Viviers) 
senyors
 després 
comtes de 
Blâmont

│ │ (Frederic, † abans de 1258, senyor de Blâmont)
│ │ extinta el 1503
│ │
│ Enric IV († vers 1292), 1245-1292, comte de 
Blieskastel
 (1275-1284)
│ │
│ Joan I (vers 1260-1330?), 1292-1330
│ │
│ ├──────────────────────────────────────────┐
│ │ │
│ Simon I († 1346), 1332-1346? (Nicolau, † 1343), 1336-1343, senyor de 
Puttelange
 (1337)
│ │ │
│ Joan II (v. 1330-?), 1347-?, │
│ comte de 
Chiny
 (1358-65) │
│ │ Joan III, inicialment senyor de Puttelange i Viviers (1352), ?
│ Simó II († 1397), ?-1397
│ │
│ Simó III († 1459), 1397-1459
│ │
│ ├─> Jaume († 1475), 1459-1475
│ │
│ 
à la mort del comte Jaume, sa germana Joaneta i son germà Joan van decidir un repartiment del poder

│ el comtat va restar 
indivís
, les dues branques portaven cadascuna el títol de «comte de Salm ».
│ │
│ ├─> Joaneta de Salm
│ │ x Joan V, Wildgravi de Daun i Kirbourg, 
Ringravi
 de Stein,
[
1
]

│ │ │
│ │ └─> (1475)
│ │ 
Wildgravis i Ringravis, comtes de Salm
:
[
2
]

│ │ Joan V, Wildgravi i Ringravi comte de Salm
│ │ │
│ │ Joan VI († 1561)
│ │ X Joana de 
Moers-Sarrewerden

│ │ 
per aquest matrimoni els Ringravis van adquirir un quart dels drets sobre la baronia de 
Fénétrange
,

│ │ 
i la senyoria de 
Diemeringen

│ │ │
│ │ ├─> 
Daun o Dhaun
, posseint Salm, Daun i Stein;
│ │ │ Felip, Wildgravi de Daun, Ringravi de Stein, comte de Salm
│ │ │ │
│ │ │ ├─> (1561)
│ │ │ │ 
Salm i Neuviller
:
│ │ │ │ Frederic, comte de Salm i Neuviller
│ │ │ │ │
│ │ │ │ ├─> (1610)
│ │ │ │ │ 
Salm
 després 
Prínceps de Salm
 (1623):
│ │ │ │ │ 1610-1634: Felip Otó (1575-1634), prínceps de l'Imperi el 1623
│ │ │ │ │ 1634-1636: Lluís (1618-1636),
│ │ │ │ │ 1636-1663: Leopold Felip Carles (1620-1663),
│ │ │ │ │ admès al 
banc dels prínceps
 a la 
Diete Imperial
 (1654),
│ │ │ │ │ 1663-1710: Carles Teodor Otó (1645-1710),
│ │ │ │ │ va obtenir la mediatització del "comtat principat de Salm" (1668),
│ │ │ │ │ 1710-1738: Lluís Otó (1674-1738), 
sense descendència

│ │ │ │ │ successió recau en la branca de 
Neuviller-Hoogstraten

│ │ │ │ │
│ │ │ │ └─> (1610)
│ │ │ │ 
Neuviller
 (Frederic Magnus)
│ │ │ │ │
│ │ │ │ ├─> (1676)
│ │ │ │ │ 
Hoogstraten
 (Guillem Florentí, baró d'
Hoogstraten
),
│ │ │ │ │ després 
prínceps de Salm
 després 
de Salm-Salm
 (1739) i ducs d'Hoogstraten:
│ │ │ │ │ 1739-1770: Nicolau Leopold (1701-1770)
│ │ │ │ │ 1770-1778: Lluís Carles Otó (1721-1778)
│ │ │ │ │ 1778-1793:
[
3
]
 Constantí Alexandre (1762-1828),
│ │ │ │ │ instal·lació a 
Anholt
 (1790)
│ │ │ │ │
│ │ │ │ └─> (1676)
│ │ │ │ 
Loes
 o 
Lentz
 (Enric Gabriel),
│ │ │ │ esdevingué 
de Salm-Kirburg
 (1738), prínceps de l'Imperi (1742), extinta el 1905
│ │ │ │
│ │ │ ├─> (1561)
│ │ │ │ 
Daun
 (Adolf Enric, Wildgravi), extinta el 1750
│ │ │ │
│ │ │ └─> (1561)
│ │ │ 
Grumbach
 :
│ │ │ Joan Cristòfol, Ringravi de Stein, « comte de Salm » i Grumbach
│ │ │ │
│ │ │ ├─> (?)
│ │ │ │ 
Grumbach
; recupera Stein el 1793;
│ │ │ │ esdevingué 
Salm-Horstmar
 (vers 1803), prínceps (1817)
│ │ │ │
│ │ │ └─> (?)
│ │ │ 
Ringravis de Stein
, extinta el 1793, successió passa a 
Grumbach
 
│ │ │
│ │ └-> 
Kirburg
 (Joan VII, Wildgravi), rep Kirburg, 
Morhange
, 
Puttelange
 i 
Diemeringen
,
│ │ extinta el 1688
│ │ 
│ │
│ └─> (1475)
│ Joan V, 
comte de Salm

│ │
│ ├─> Joan VI
│ │ │
│ │ Joan VII
│ │ │
│ │ ├─> Joan VIII, 
sense descendència

│ │ │ successió passa a 
Cristina de Salm
 i als ducs de Lorena
│ │ │
│ │ └─> (Pau)
│ │ │
│ │ └─> 
Cristina de Salm
, hereva de Joan VIII
│ │ x 
Francesc de Lorena
, comte de Vaudémont, després duc de Lorena
│ │ │
│ │ (1600)
[
4
]

│ │ 
Ducs de Lorena
, comtes de Salm

│ │
│ └─> 
Salm i Neuburg
 (Nicolau I, "comte de Salm", comte de Neuburg),
[
5
]

│ extinta el 1784
│
└─> 
Frederic, duc de Baixa Lotaríngia

d'on 
Limburg
, després 
Reifferscheid
, vegeu 
Salm-Reifferscheid
 (1416) mes amunt
```